# Ceratinopsis interventa
Ceratinopsis interventa là một loài nhện trong họ Linyphiidae.
Loài này thuộc chi Ceratinopsis. Ceratinopsis interventa được Ralph Vary Chamberlin miêu tả năm 1949.